# Protoma
Protoma (prema grčkoj riječi „protome“, što znači njuška, bista) je naziv za ljudsku glavu ili poprsje te glavu ili prednji dio životinjske figure, koji se koristi kao ukras u likovnim umjetnostima od antike do danas, a osobito u skulupturi i arhitekturi.

## Vanjske poveznice
- Južnoitalska vodoriga u obliku lavlje protome, oko 450. g. pr. Kr. J. Paul Getty Museum (eng.)